# Prokopiwka (obwód charkowski)
Prokopiwka (ukr. Прокопівка) – wieś na Ukrainie, w obwodzie charkowskim, w rejonie kupiańskim. W 2001 liczyła 117 mieszkańców, spośród których 72 posługiwało się językiem ukraińskim, 9 rosyjskim, 33 romskim, 1 słowackim, a 2 innym.